# Willem Schenck

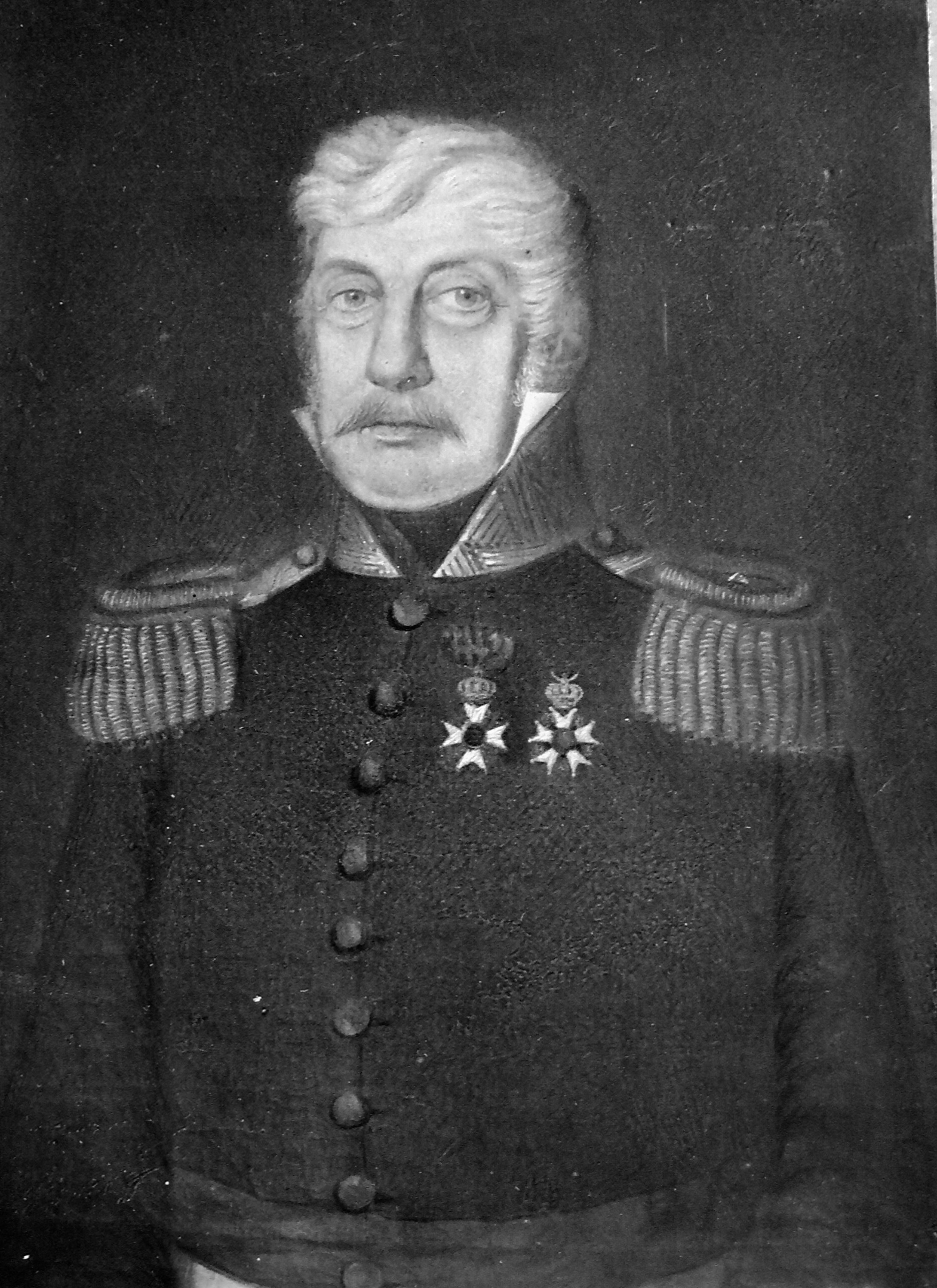
Willem Schenck, 1833, pastel toegeschreven aan W. Weiermann

Willem Schenck ('s-Gravenhage, 19 maart 1772 - Batavia, 4 februari 1846) was een Nederlands generaal-majoor van het Indische leger en ridder in de Orde van de Nederlandse Leeuw en ridder in het Legioen van Eer.

## Familie
Schenck, telg uit het geslacht Schenck, was de zoon van Carl Schenck en Cornelia Petronella van Bruynenburg en de zoogbroeder van de latere koning Willem I. Hij trouwde op 18 november 1798 met Augusta Philippine Wilhelmina Frensdorff (1779-1861), dochter van geheimraad Andreas Frensdorff te Dillenburg en Friederike Ernestine (von) Reinhardt. Uit dit huwelijk werden drie zonen en een dochter geboren, onder wie Carel August Jacob Wilhelm Schenck (1899-1932), kapitein en ridder Militaire Willems-Orde en Willem Ernst Schenck (1806-1883), lid van de rekenkamer te Batavia, gehuwd met Frederika Augusta Penning-Nieuwland (1817-1866), telg uit de familie Penning. Zoon van Willem Ernst Schenck was Willem Frederik Schenck, majoor en ridder Militaire Willems-Orde. Willem Schenck's dochter Augusta Cornelia Elisabeth Henriette Schenck (1807-1878) zou trouwen met generaal-majoor Johannes Cornelis Jacobus Smits, ridder Militaire Willems-Orde.

## Loopbaan

### Napoleontische oorlogen

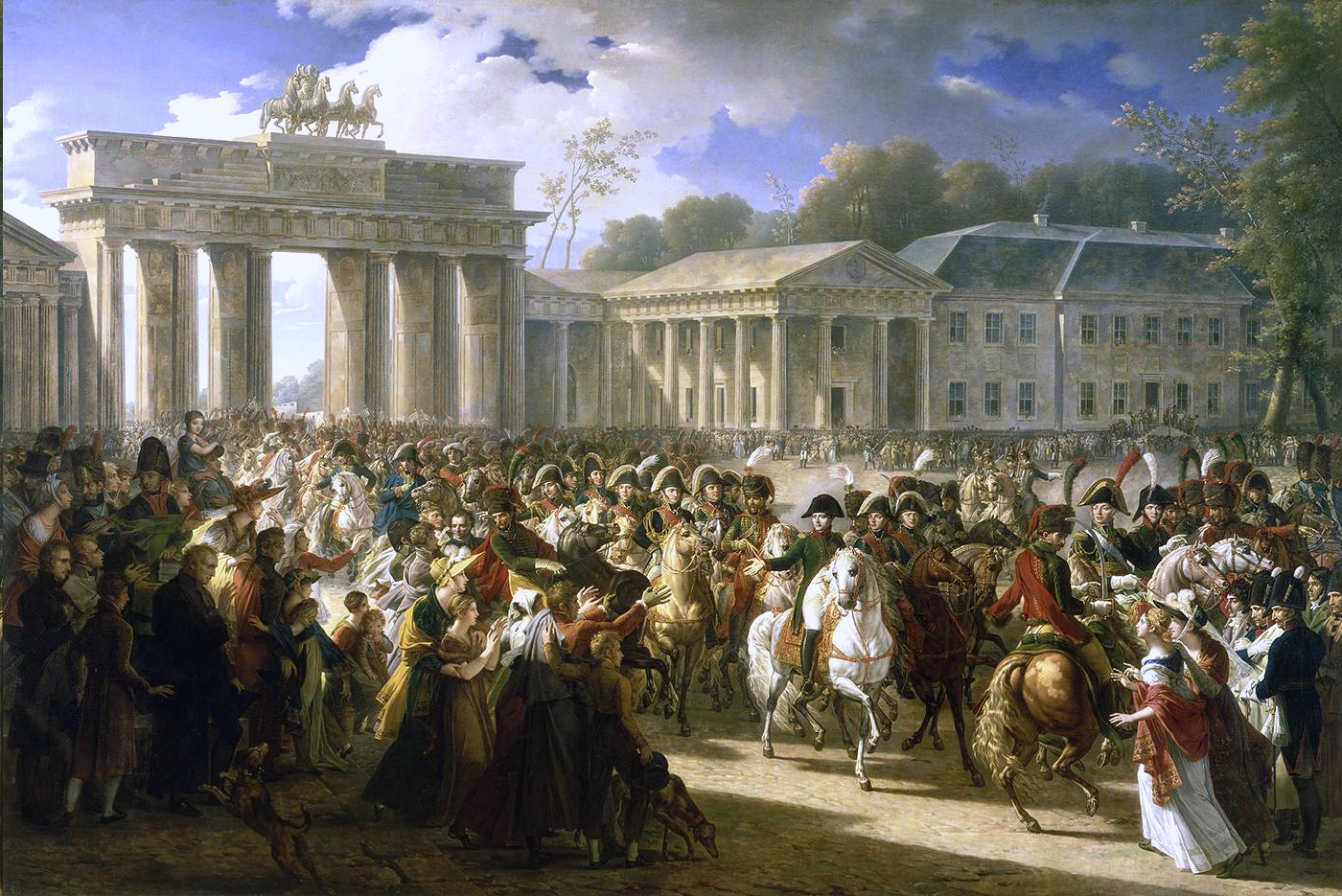
Intocht van Napoleon te Berlijn, na de Slag bij Jena, waaraan Schenck deelnam

Schenck trad in juli 1788 als vaandrig bij het Waalse regiment grenadiers in Staatse dienst en werd op 20 november 1792 bevorderd tot tweede luitenant. Op 1 maart 1794 werd hij bevorderd tot kapitein en geplaatst bij het korps jagers van Mathieu. Hij nam deel aan de veldtochten in 1793 en 1794 in Vlaanderen en Brabant en ging in 1795 over tot  het Rassemblement van Osnabrück; toen deze uiteenviel vestigde hij zich te Dillenburg. In 1799 probeerde de prins van Oranje een poging te doen Ehrenbreitstein op de Fransen te veroveren en zond Schenck met een aanbevelingsbrief naar de Oostenrijkse generaal Sztáray, waarin aan deze om medewerking werd verzocht. Schenck ging op verkenning uit en wist binnen de vesting te komen maar moest onverrichter zake terugkeren. Toen in 1799 de Engels-Russische inval mislukt was werd er toestemming gegeven een Nederlandse brigade op het eiland Wight op te richten, waartoe ook Schenck werd uitgenodigd. Hij bleef deel uitmaken van de brigade tot de ontbinding daarvan na de Vrede van Amiens.
Schenck, inmiddels bevorderd tot majoor, ging op 1 januari 1803 over tot het regiment Nassau-Fulda maar na de Slag bij Jena en de capitulatie van Erfurt (15 oktober 1806) ging hij over in Franse dienst en werd benoemd tot chef de bataljon van het regiment Westphalen. Dit bataljon werd ingedeeld bij de krijgsmacht die in 1808 onder het opperbevelhebberschap van J. Murat Spanje binnentrok. Hji nam in de jaren 1808-1810 deel aan de veldtochten in Spanje en Portugal en onderscheidde zich zeer bij de bestorming van Valencia (28 juni 1808); hij werd voor zijn verrichtingen benoemd tot ridder in het Legioen van Eer. In 1814 nam Schenck deel aan Franse zijde in de veldtocht tegen Frankrijk en bevond zich in de vesting Metz. Na de Eerste Vrede van Parijs verkreeg hij op 19 december zijn ontslag uit de Franse dienst en  werd op 21 januari 1815 benoemd tot luitenant-kolonel, commandant van 23ste bataljon, bestemd voor Oost-Indië.
Bij de terugkeer van Napoleon in 1815 uit zijn ballingschap op het eiland Elba, formeerde het Nederlandse leger een troepenmacht die onder andere bestond uit diverse bataljons die initieel voor de koloniën waren bestemd. Deze Indische Brigade werd tijdens de veldtocht in België en Frankrijk ingezet bij het 2e Nederlandse korps onder leiding van prins Frederik. Schenck had in deze brigade het commando over een samengesteld bataljon Flankeurs. Tijdens de Slag bij Waterloo op 18 juni 1815 stond de brigade in een reserve positie bij Halle, en nam derhalve niet deel aan de gevechten op deze dag. De brigade werd ingezet bij de belegering en vervolgens de verovering van Le Quesnoy (29 juni 1815). Schenck was daarbij niet aanwezig, omdat hij kort na het passeren van de Franse grens ziek werd ten gevolge van een zenuwkoorts (voorbode van tyfus) en daarom terugkeerde naar Nederland.  Op 16 augustus 1815 werd de Indische Brigade teruggetrokken van het strijdtoneel en wachtte Schenck, inmiddels bevorderd tot de rang van 2e kolonel, haar te Utrecht op en werd hierna benoemd tot commandant over het 5e Regiment (Oost-Indische) Infanterie. Op 11 oktober werd dit regiment te Spaarndam ingescheept en naar Den Helder overgebracht om op 29 oktober naar Batavia te vertrekken. Schenck maakte de reis op het linieschip "Amsterdam", en kwam de 11de mei 1816 aan op de rede van Batavia.

### Nederlands-Indië
Java was door Engeland inmiddels aan de Nederlanders teruggegeven en in drie grote militaire afdelingen verdeeld. Schenck werd op 15 juli van dat jaar, inmiddels bevorderd tot kolonel, benoemd tot commandant van de eerste grote militaire afdeling te Batavia. Hij was in juni 1826 lid van een commissie om te helpen de eerste grondslag uit te maken van een instelling die bedoeld was om de behaalde roem en de vestiging van het politieke bestaan van ons dierbare vaderland in de glorierijke dagen van de 15de tot de 18de juni 1815 alsmede de nagedachtenis van de zo dierbare schimmen der dappere verdedigers van onze onafhankelijkheid en de velden van Waterloo te vereeuwigen. Deze commissie werd het Medewerkend genootschap van Waterloo te Batavia genoemd; naast Schenck waren de leden onder meer: baron H.M. de Kock, waarnemend gouverneur-generaal en voorzitter, P.T. Chassé, Raad van Indië, mr. H.W. Muntinghe, Raad van Indië, generaal J.J. van Geen, J.J. Melvill van Carnbee, schout-bij-nacht en F.D. Cochius, kolonel. Schenck vertrok voor een verlof naar Nederland en keerde per Zr. Ms. brik Pieter en Karel van Antwerpen op 1 mei 1830 te Batavia terug, met onder zijn commando een regiment suppletietroepen.
Schenck werd op 19 maart 1830 bevorderd tot generaal-majoor en bij resolutie van 4 december 1830 opnieuw aangesteld als lid van het Hoog Militair Gerechtshof. Hij werd tijdens de ledenvergadering in maart 1832 gekozen tot lid van het Bataafs Genootschap. Tijdens de viering van de verjaardag van de koning in 1833 nam hij de op het plein te Batavia verzamelde en onder de wapenen gekomen troepen van het garnizoen in ogenschouw en ontving hij onder  meer gouverneur generaal ad interim J.C. Baud.
Op 4 december 1836 werd hij gepensioneerd, op 10 januari 1838 benoemd tot ridder in de Orde van de Nederlandse Leeuw en op 8 juli 1840 aangesteld als inspecteur over de schutterijen van de Djajang Secars en Pradjoerits. In 1841 maakte hij een inspectiereis over Java, waarover hij schreef in een aantal brieven aan Louise Christine Penning Nieuwland, de zuster van zijn schoondochter. Deze brieven zijn gepubliceerd in een boek. Willem Schenck overleed in 1846 op 73-jarige leeftijd te Batavia.